# Александър Шулгин
Александър Шулгин (на английски: Alexander Shulgin) е американски учен, химик, фармаколог, популяризирал веществото MDMA, по-известно като екстази.
Синтезира над 230 психоактивни съставки и е автор (заедно със съпругата си) на книгите „PiHKAL“ и „TiHKAL“, известни с подробната енциклопедична информация относно психоактивните вещества.

## Биография
Роден е на 17 юни 1925 г. в Бъркли, Калифорния. Започва като студент по органична химия в Харвардския университет, но впоследствие завършва биохимия в Калифорнийския университет, Бъркли. Спечелва докторска титла по фармакологията и психиатрия, привлечен от интереса си към тези науки.
През 50-те, Шулгин за първи път опитва мескалин. Той е вдъхновен от преживяното, това му дава нова посока и той започва работа с психоактивните вещества.
Поради близките му контакти с управители от Бюрото по наркотичните вещества (DEA), воденето на семинари с агентите от DEA и работата му като консултант за правителствената организация, Шулгин получава лиценз за откриване на собствена лаборатория (намираща се зад къщата му) и разрешение за работа със забранени вещества.
Умира на 2 юни 2014 г. в Лафайет, Калифорния, на 88-годишна възраст.

## Научна дейност
През 1967 г., една от студентките от групата на Шулгин го запознава с вещество, синтезирано през 1912 г. от немската компания „Merck KGaA“. Веществото е получено при синтез на други субстанции, но се е смятало за безполезно и никога не е използвано. Наречено е MDMA. Чрез нов вид синтез, препаратът е разпространен в психиатричните среди и хиляди други психотерапевти са запознати с MDMA и с новото му приложение, като средство за постигане на по-освободено мислене и говорене при психотерапия.
С малък кръг от приятели, Шулгин започва да изследва ефектите и на други психоактивни вещества, с които работи. Те създават нови методи за описание на техните ефекти върху психиката.
През 1994, след издаването на книгата „PiHKAL“ и години след началото на масовото разпространение на екстази, Бюрото по наркотичните вещества затваря лабораторията на Шулгин. Започва да се занимава с класифицирането на друг вид енциклопедична информация отнасяща се за психоактивните вещества. До края на живота си Шулгин остава защитник на разумното използване на MDMA с психотерапевтични цели.